# Mùi tàu
Mùi tàu hay mùi gai, ngò gai, rau răng cưa, tên khoa học là Eryngium foetidum, thuộc họ Hoa tán. Cây này có nguồn gốc ở châu Mỹ.
Ngò gai là cây cỏ thấp, có thân đơn độc, chia cành ở ngọn, hoa quả mọc ở cành. Lá mọc ở gốc, xoè ra hình hoa thị. Lá hình mác thuôn dài, bìa có răng cưa nhỏ. Hoa tự, hình đầu, hình bầu dục, hoặc hình trụ. Khi trưởng thành, hạt rụng và phát tán.
Lá ngò gai có mùi thơm dễ chịu. Trong bát phở có lá ngò tươi giúp ăn ngon miệng. Trong nồi canh chua nấu cá có lá ngò làm mất mùi tanh. Người có bệnh đái tháo đường được cho là nên ăn lá ngò trong bữa ăn vì lá ngò gai có tác dụng làm giảm đường huyết.

## Một vài hình ảnh về cây Mùi tàu

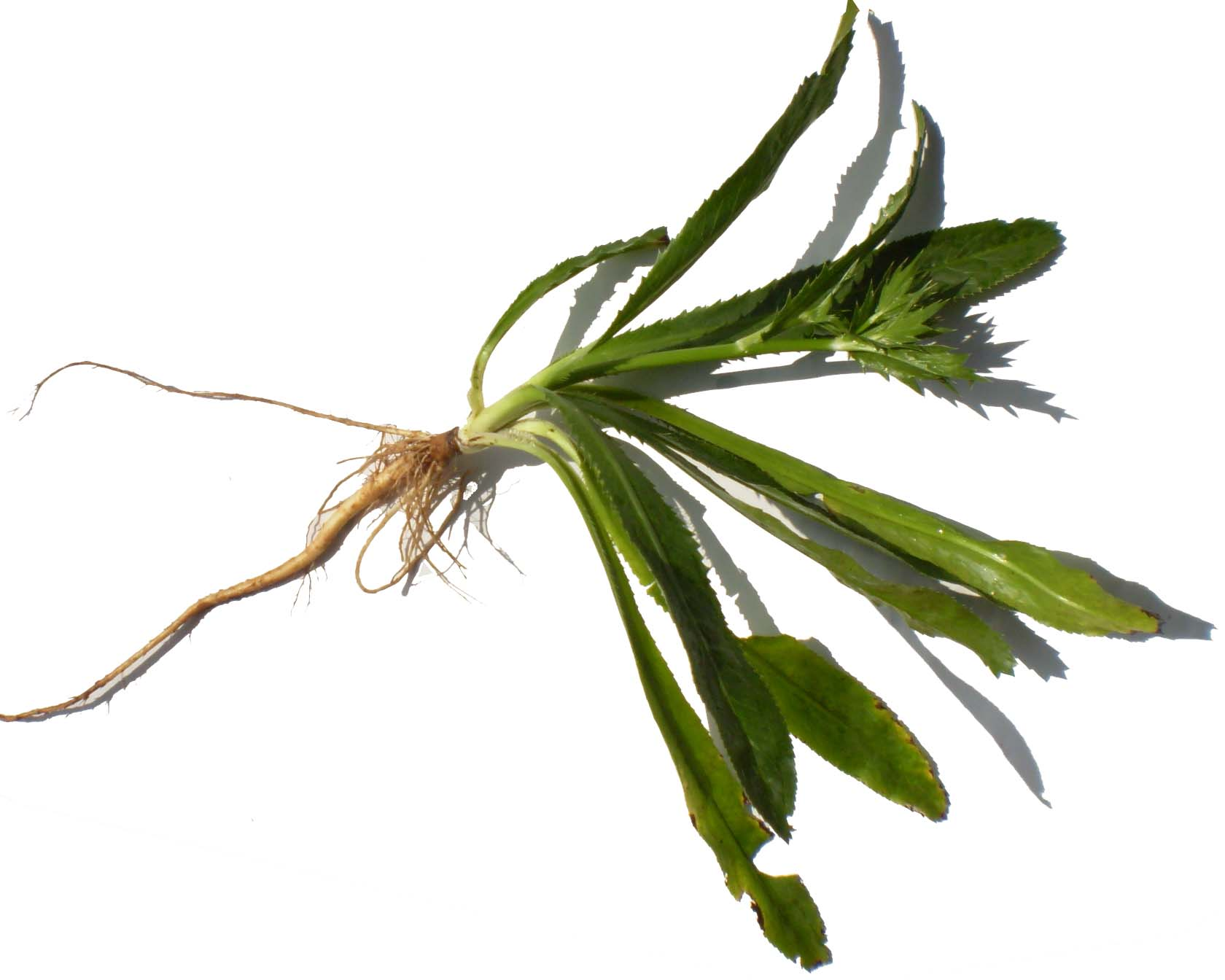
Cây mùi tàu
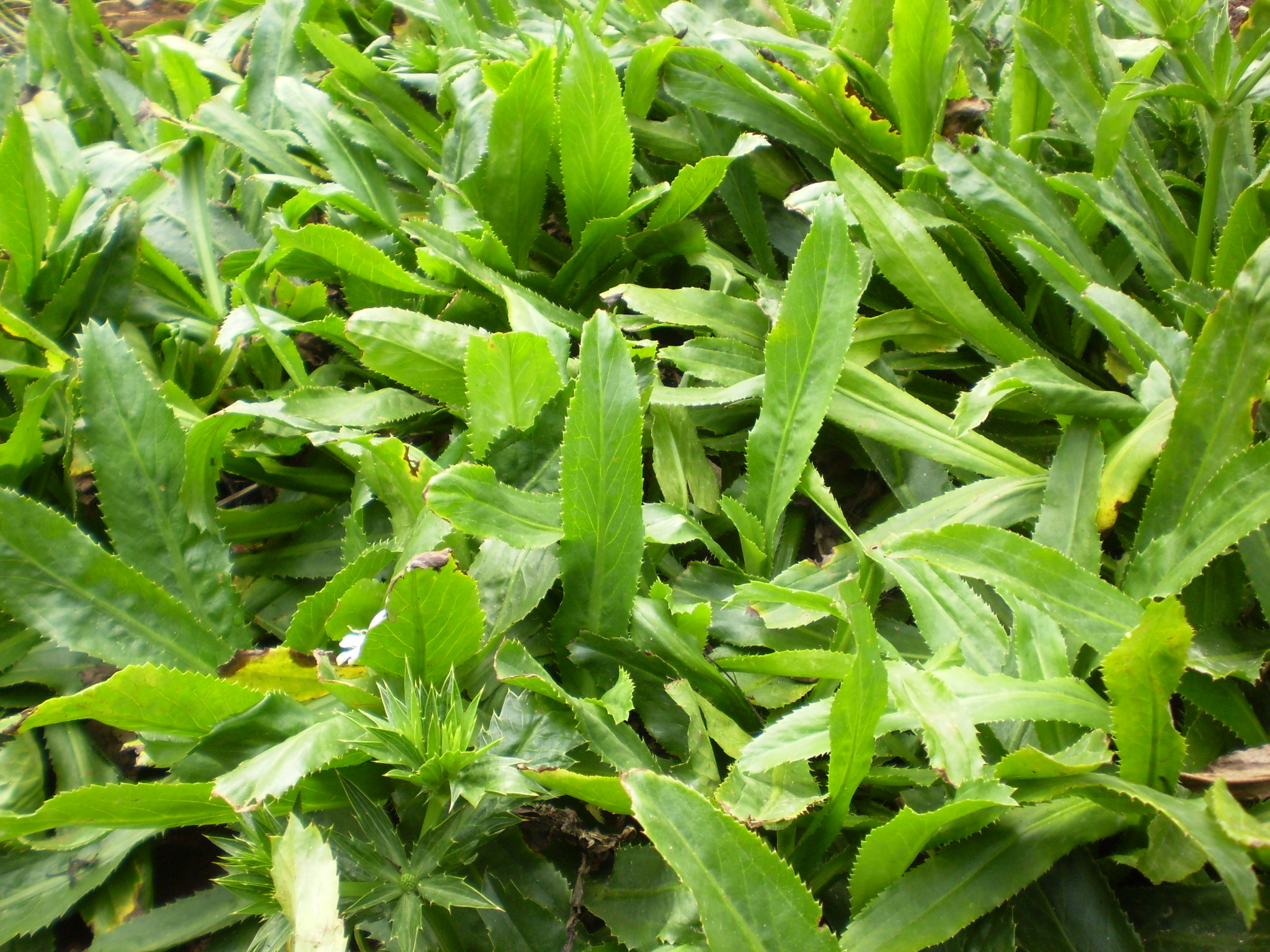
Vườn cây mùi tàu.